# Epidesma phlebitis
Epidesma phlebitis är en fjärilsart som beskrevs av Paul Dognin 1913. Epidesma phlebitis ingår i släktet Epidesma och familjen björnspinnare. Inga underarter finns listade i Catalogue of Life.